# Anglo-arabo spagnolo
L'anglo-arabo spagnolo è un cavallo maneggevole, agile nei movimenti. Eccelle nel dressage, ma è anche un'ottima monta da trekking per esperti. Infine dà il meglio di sé nel lavoro con i tori, dove dimostra molto coraggio. È evidentissima la somiglianza con l'Andaluso, che infatti è un suo progenitore.

## Aspetti morfologici
- Paese di origine: Spagna
- Carattere: coraggioso, leale ed intelligente
- Altezza: circa 160 cm al garrese
- Mantelli: baio, sauro e grigio.

## Storia
L'anglo-arabo spagnolo è nato dal bisogno di creare un cavallo in grado di correre con i tori e allo stesso tempo di essere un eccellente sportivo.

Questa razza discende dall'incrocio di giumente con sangue andaluso e di stalloni purosangue inglesi.